# クリス・セドン
クリストファー・ジョン・セドン（Christopher Jon "Chris" Seddon , 1983年10月13日 - ）は、アメリカ合衆国のカリフォルニア州ノースリッジ出身のプロ野球選手（投手）。左投左打。
台湾球界での登録名は「神盾」。

## 経歴

### デビルレイズ傘下時代
2001年、MLBドラフト5巡目（全体139位）でタンパベイ・デビルレイズから指名され、7月31日に入団。
2006年のマイナーAAA級での成績は28試合で9勝9敗、防御率4.72。先発投手を務めていた。
2007年は開幕40人枠入りを果たした。AA級モンゴメリー・ビスケッツでプレー。

### マーリンズ時代
2007年6月13日にウェーバーでフロリダ・マーリンズへ移籍。9月3日のワシントン・ナショナルズ戦でメジャーデビューを果たした。
2008年はAAA級アルバカーキ・アイソトープスでプレー。11月3日にFAとなった。

### マリナーズ時代
2008年12月9日にシアトル・マリナーズとマイナー契約を結んだ。
2009年はAAA級タコマ・レイニアーズでプレー。11月9日にFAとなり、12月6日にマリナーズと再契約。
2010年もAAA級タコマでプレーしていたが、7月15日にメジャー昇格。14試合にリリーフとして登板し1勝0敗、防御率は5.64だった。11月6日にFAとなり、11月23日に再びマリナーズと契約した。
2011年はAAA級タコマでプレーし、メジャーでの登板はなかった。11月2日にFAとなった。

### インディアンス時代
2012年1月9日にクリーブランド・インディアンスとマイナー契約を結んだ。AAA級コロンバス・クリッパーズで20試合に登板し11勝5敗、防御率3.44の成績で、8月5日にメジャー昇格を果たした。11月30日にFAとなった。

### ワイバーンズ時代
2012年12月6日に韓国野球委員会・SKワイバーンズと契約した。
2013年は14勝で最多勝のタイトルを獲得。しかし、契約交渉が決裂し、オフに退団した。

### 巨人時代
2013年12月20日、読売ジャイアンツと契約した。
2014年4月9日の広島戦で初登板初先発、9回2死から廣瀬純にタイムリーヒットを打たれ、読売ジャイアンツの外国人選手としては初となる初登板初完封は逃したものの、8回2/3を1失点で来日初勝利をあげた。この試合で記録した15奪三振は初登板でのプロ野球新記録であり、2009年9月5日、横浜ベイスターズのスティーブン・ランドルフが挙げた外国人選手の1試合最多奪三振数に肩を並べるものであった。また、この試合で記録した初登板毎回奪三振もプロ野球史上初の快挙でもある。その後も好投を続けていたものの、5月に突如成績不振に陥り、フレデリク・セペダ加入による外国人枠の関係もあり、2軍に降格した。12月2日、自由契約公示された。

### Lamigo時代
2015年4月14日、台湾の野球リーグである中華職業棒球大聯盟(CPBL)のLamigoモンキーズと契約を結んだ。Lamigoでは同年4勝を記録。

### ワイバーンズ復帰
2015年7月9日、SKワイバーンズと契約し2013年以来の復帰となった｡SKでは同年7勝を記録。2016年は不振によりシーズン途中の6月21日にウェーバー公示され退団した。

### 富邦時代
2017年、台湾の野球リーグである中華職業棒球大聯盟(CPBL)の富邦ガーディアンズと契約を結んだ。
シーズンに入ると2勝9敗と大きく負け越し、6月22日に退団した。

## 選手としての特徴
メジャー時代の平均球速は143km/hほどだったが、巨人では130km/h前半から中盤だった。持ち球はシンカー、スライダー、カーブ、チェンジアップ。特にスライダーが決め球となっている。球種は多彩でほとんど同じ投球フォームで投げられるのが強み。クイックモーションに課題がある。

## 詳細情報

### 年度別投手成績
| 年 度     | 球 団     | 登 板 | 先 発 | 完 投 | 完 封 | 無 四 球 | 勝 利 | 敗 戦 | セ 丨 ブ | ホ 丨 ル ド | 勝 率 | 打 者 | 投 球 回 | 被 安 打 | 被 本 塁 打 | 与 四 球 | 敬 遠 | 与 死 球 | 奪 三 振 | 暴 投 | ボ 丨 ク | 失 点 | 自 責 点 | 防 御 率 | W H I P |
| --------- | --------- | ----- | ----- | ----- | ----- | -------- | ----- | ----- | -------- | ----------- | ----- | ----- | -------- | -------- | ----------- | -------- | ----- | -------- | -------- | ----- | -------- | ----- | -------- | -------- | ------- |
| 2007      | FLA       | 7     | 4     | 0     | 0     | 0        | 0     | 2     | 0        | 0           | .000  | 91    | 17.1     | 29       | 2           | 5        | 0     | 1        | 10       | 0     | 0        | 19    | 17       | 8.83     | 1.96    |
| 2010      | SEA       | 14    | 0     | 0     | 0     | 0        | 1     | 0     | 0        | 0           | 1.000 | 95    | 22.1     | 21       | 4           | 10       | 0     | 0        | 16       | 2     | 0        | 14    | 14       | 5.64     | 1.39    |
| 2012      | CLE       | 17    | 2     | 0     | 0     | 0        | 1     | 1     | 0        | 0           | .500  | 147   | 34.1     | 35       | 2           | 13       | 1     | 0        | 18       | 1     | 0        | 14    | 14       | 3.67     | 1.40    |
| 2013      | SK        | 30    | 30    | 1     | 0     | 0        | 14    | 6     | 0        | 0           | .700  | 780   | 187.1    | 169      | 14          | 73       | 2     | 11       | 160      | 16    | 1        | 65    | 62       | 2.98     | 1.29    |
| 2014      | 巨人      | 10    | 10    | 0     | 0     | 0        | 4     | 5     | 0        | 0           | .444  | 226   | 52       | 58       | 5           | 20       | 0     | 0        | 37       | 4     | 2        | 27    | 27       | 4.67     | 1.50    |
| 2015      | Lamigo    | 10    | 10    | 0     | 0     | 0        | 4     | 1     | 0        | 0           | .800  | 238   | 55.2     | 61       | 5           | 14       | 0     | 0        | 56       | 6     | 0        | 26    | 22       | 3.56     | 1.35    |
| 2015      | SK        | 14    | 14    | 1     | 0     | 0        | 7     | 5     | 0        | 0           | .583  | 319   | 74.0     | 77       | 12          | 28       | 0     | 5        | 67       | 6     | 0        | 42    | 41       | 4.99     | 1.42    |
| 2016      | SK        | 12    | 12    | 0     | 0     | 0        | 5     | 5     | 0        | 0           | .500  | 283   | 62.0     | 76       | 8           | 17       | 0     | 1        | 43       | 8     | 0        | 52    | 37       | 5.37     | 1.50    |
| 2017      | 富邦      | 12    | 12    | 0     | 0     | 0        | 2     | 9     | 0        | 0           | .182  | 304   | 65.1     | 87       | 10          | 31       | 0     | 5        | 53       | 7     | 0        | 47    | 43       | 5.92     | 1.81    |
| MLB：3年  | MLB：3年  | 38    | 6     | 0     | 0     | 0        | 2     | 3     | 0        | 0           | .400  | 333   | 74.0     | 85       | 8           | 28       | 0     | 1        | 44       | 3     | 0        | 47    | 45       | 5.47     | 1.53    |
| KBO：3年  | KBO：3年  | 56    | 56    | 2     | 0     | 0        | 26    | 16    | 0        | 0           | .619  | 1382  | 323.1    | 322      | 34          | 118      | 2     | 17       | 270      | 30    | 1        | 159   | 140      | 3.90     | 1.36    |
| NPB：1年  | NPB：1年  | 10    | 10    | 0     | 0     | 0        | 4     | 5     | 0        | 0           | .444  | 226   | 52       | 58       | 5           | 20       | 0     | 0        | 37       | 4     | 2        | 27    | 27       | 4.67     | 1.50    |
| CPBL：2年 | CPBL：2年 | 22    | 22    | 0     | 0     | 0        | 6     | 10    | 0        | 0           | .375  | 542   | 121.0    | 148      | 15          | 45       | 0     | 5        | 109      | 13    | 0        | 73    | 65       | 4.83     | 1.60    |

- 2017年度シーズン終了時
- 各年度の太字はリーグ最高

### タイトル
KBO
- 最多勝利（2013年）

### 記録
NPB投手記録
- 初登板・初先発・初勝利・初先発勝利：2014年4月9日、対広島東洋カープ2回戦（東京ドーム）、8回2/3を1失点15奪三振
- 初奪三振：同上、1回表にキラ・カアイフエから空振り三振

NPB打撃記録
- 初安打：2014年4月23日、対横浜DeNAベイスターズ4回戦（鹿児島県立鴨池野球場）、2回裏に高橋尚成から右前安打

### 背番号
- 59 （2007年）
- 52 （2010年）
- 44 （2012年）
- 10 （2013年）
- 49 （2014年）
- 23 （2015年 - 同年途中、2017年）
- 54 （2015年途中 - 2016年）